# Бойова кінозбірка «Наші дівчата»
Бойова кінозбірка «Наші дівчата» — радянський художній фільм 1942 року з серії «бойових кінозбірок», знятих в роки Німецько-радянської війни. Складається з двох новел: «Тоня» (режисер Абрам Роом) і «Одного разу вночі» (режисер Григорій Козинцев). Фільм на екрани не вийшов. Кінознавцям Євгену Марголіту і В'ячеславу Шмирову не вдалося знайти документи, що пояснюють офіційні причини невипуску картини. На їхню думку заборона на випуск пов'язана з припиненням виробництва бойових кінозбірок, а також з тим, що в сюжеті демонструвався відступ Червоної армії в 1941—1942 роках, що було небажаним в наступні роки війни.

## «Тоня»

### Сюжет
Кульгава 19-річна телеграфістка Тоня (Валентина Караваєва) мріє, як і подруги, відправитися на фронт, але змушена залишитися на робочому посту. Вона відмовляється їхати в евакуацію, забезпечуючи телефонією відступаючі війська. Містечко займають німці. З вікна телефонної станції Тоня бачить німецькі війська, що вступають в місто. Тоні вдається встановити телефонний зв'язок з артилерійськими частинами Червоної Армії і координувати напрямок ракетних ударів по ворогу. Коли солдати противника вриваються в її будинок, Тоня викликає вогонь на себе. Фільм завершується цитатами з газети: «артилерійський розгром ворога завершився атакою ..» і «лише на шість годин вдалося ворогові затриматися в місті». Тоню з почестями ховають.

### Актори
- Валентина Караваєва — Тоня Павлова
- Людмила Шабаліна — Катя
- Лариса Ємельянцева — Аня
- Сергій Столяров — Василь Степанович Павлов, капітан
- Борис Бібіков — Тихон Петрович
- Юрій Коршун — полковник
- Борис Оленін — Борис Оленін, німецький офіцер
- Володимир Шишкін — санітар (немає в титрах)
- Анна Павлова — дівчина, що дзвонить по телефону (немає в титрах)
- Володимир Уральський — машиніст (немає в титрах)

### Творча група
- Режисер — Абрам Роом
- Сценарист — Борис Бродський
- Оператор — Леонід Косматов
- Композитор — Сергій Прокоф'єв
- Художник — Федір Бернштам

## «Одного разу вночі»

### Сюжет
В ветеринарний пункт прифронтового колгоспу, де дівчина-медсестра чергує біля хворої свині, потрапляють відразу два парашутисти, один з них — гітлерівський диверсант, але хто саме, невідомо. Тоді колгоспниця оголошує, що дала їм отрути. Диверсант видає себе боягузливою поведінкою.

### Актори
- Ніна Петропавловська — Надя Шилова
- Михайло Кузнецов — Микола Озеров, старший лейтенант
- Аполлон Ячницький — Павло Сушков, старший лейтенант
- Юрій Боголюбов — Юрій Боголюбов, хлопчик

### Творча група
- Режисер — Григорій Козінцев
- Сценарист — Андрій Ольшанський
- Оператор — Андрій Москвін
- Художник-постановник — Федір Бернштам
- Композитор — Гавриїл Попов
- Звукорежисер — Ілля Вовк
- Монтаж — Єва Ладиженська